# Pomponi Segon
Pomponi Segon (en llatí Pomponius Secundus) va ser un poeta romà del segle i. Va florir en els regnats de Tiberi, Calígula i Claudi.
Va ser un dels amics de Luci Eli Sejà, el ministre de Tiberi. Quan Sejà va caure l'any 31 va ser empresonat i va restar tancat fins a la pujada al tron de Calígula l'any 37 que el va alliberar i el va nomenar cònsol el 41. Dió Cassi diu que va ser cònsol set anys abans de la pujada al tron de Calígula, però el seu nom no apareix als Fasti.
En temps de Claudi va ser nomenat legat imperial a Germània on l'any 50 va derrotar els cats (chatti) i va obtenir ornaments triomfals.
Pomponi Segon va ser amic íntim de Plini el Vell que li va mostrar el seu afecte escrivint la seva vida en dos llibres. Tàcit el descriu com un home "multa morum elegantia et ingenio illustri". Principalment va adquirir fama per les seves tragèdies, de les que Tàcit, Quintilià i Plini el Jove parlen amb elogi, i que es van mantenir durant molts anys i encara el gramàtic Flavi Sosípater Carisi al segle v en cita una.
El seu praenomen és dubtós, ja que podria ser Publi o Luci, que Tàcit li dona en dos passatges diferents. Dió Cassi l'anomena Quintus, nom que Tàcit dona a un germà.